# Cheick Tioté
Cheick Ismael Tioté (født 21. juni 1986 i Yamoussoukro, død 5. juni 2017 i Beijing) var en ivoriansk fodboldspiller, der spillede som midtbanespiller hos den kinesiske klub Beijing Enterprises Group F.C.. Han havde tidligere spillet for belgiske Anderlecht, hollandske Roda JC og FC Twente samt engelske Newcastle United, for sidstnævnte fra sommeren 2010 til han i vinteren 2017 skiftede til Beijing.
Tioté var i 2010 med til at sikre FC Twente klubbens første hollandske mesterskab nogensinde.
Tioté kollapsede under træning for sin kinesiske klub og blev sendt til hospitalet, hvor han kort efter blev erklæret død.

## Landshold
Tioté spillede 52 kampe for Elfenbenskystens landshold, som han debuterede for i 2009. Han repræsenterede sit land ved Africa Cup of Nations i 2010 og var også med i truppen til VM i 2010.

## Titler
Æresdivisionen
- 2010 med FC Twente